# Capital (série de televisão)
Capital é uma minissérie britânica de 2015 dirigida por Euros Lyn, baseado no romance homônimo escrito por John Lanchester. É estrelada por Toby Jones no papel de Roger Yount. Estreou em 24 de novembro de 2015 pela BBC One. A produção é da Kudos Film and Television.
No Brasil, a série está disponível na plataforma Globoplay.

## Sinopse
A história acompanha a vida de diferentes personagens que moram em uma mesma rua de Londres no início da crise econômica em 2008. Formado por diferentes etnias e nacionalidades, vindos de classes sociais distintas, esse grupo de moradores vive histórias de amor, perdas e conquistas em uma cidade onde as aparências enganam, o dinheiro não pode comprar a felicidade e a modernidade entra constantemente em choque com a tradição.
Roger (Toby Jones) é um investidor que está prestes a receber um milhão de libras; Quentina (Wummi Mosaku) é uma refugiada africana com doutorado em Filosofia em seu país, mas que em Londres trabalha como guarda de trânsito; Smitty (Robet Emms) é um artista de rua que vive há anos na região; Ahmed (Adeel Akhtar) é o dono da banca da esquina; e Petunia (Gemma Jones), que morou a vida inteira nesta rua, contempla a chegada da morte na casa onde nasceu.

## Elenco
- Toby Jones ... Roger Yount
- Gemma Jones ... Petunia Howe
- Adeel Akhtar ... Ahmed Kamal
- Rachael Stirling ... Arabella Yount
- Wunmi Mosaku ... Quentina
- Robert Emms ... Smitty
- Zrinka Cvitešić ... Matya
- Lesley Sharp ... Mary

## Prêmios e indicações
| Ano  | Prêmio             | Categoria                      | Resultado |
| ---- | ------------------ | ------------------------------ | --------- |
| 2016 | Emmy Internacional | Melhor Telefilme ou Minissérie | Venceu    |